# Achatinidae
Achatinidae (novo latim, do grego " agate ") é uma família de caramujos terrestres tropicais de médio a grande porte, moluscos gastrópodes terrestres pulmonados da África.
As espécies bem conhecidas incluem Achatina achatina, o caracol gigante africano, e Lissachatina fulica, o caracol gigante da África oriental.
Em 2011, foram reconhecidas 176 espécies e subespécies existentes em 16 gêneros dentro de Achatinidae.

## Distribuição
A distribuição nativa de Achatinidae é a África ao sul do Saara.

## Anatomia
Nesta família, o número de cromossomos haplóides está entre 26 e 30 (de acordo com os valores desta tabela).

## Taxonomia
A família Achatinidae é classificada dentro do grupo informal Sigmurethra, ela própria pertencente ao clado Stylommatophora dentro do clado Eupulmonata (de acordo com a taxonomia do Gastropoda de Bouchet & Rocroi, 2005).
Desde 2017, a família Achatinidae contém as seguintes subfamílias:
- Achatininae Swainson, 1840 - sinônimos: Urceidae Chaper, 1884; Ampullidae Winckworth, 1945
- Coeliaxinae Pilsbry, 1907
- Cryptelasminae Germain, 1916
- Glessulinae Godwin-Austin, 1920
- Opeatinae Thiele, 1931
- Petriolinae Schileyko, 1999
- Pyrgininae Germain, 1916
- Rishetiinae Schileyko, 1999
- Rumininae Wenz, 1923
- Stenogyrinae P. Fischer & Crosse, 1877
- Subulininae P. Fischer & Crosse, 1877
- Thyrophorellinae Girard, 1895

## Géneros

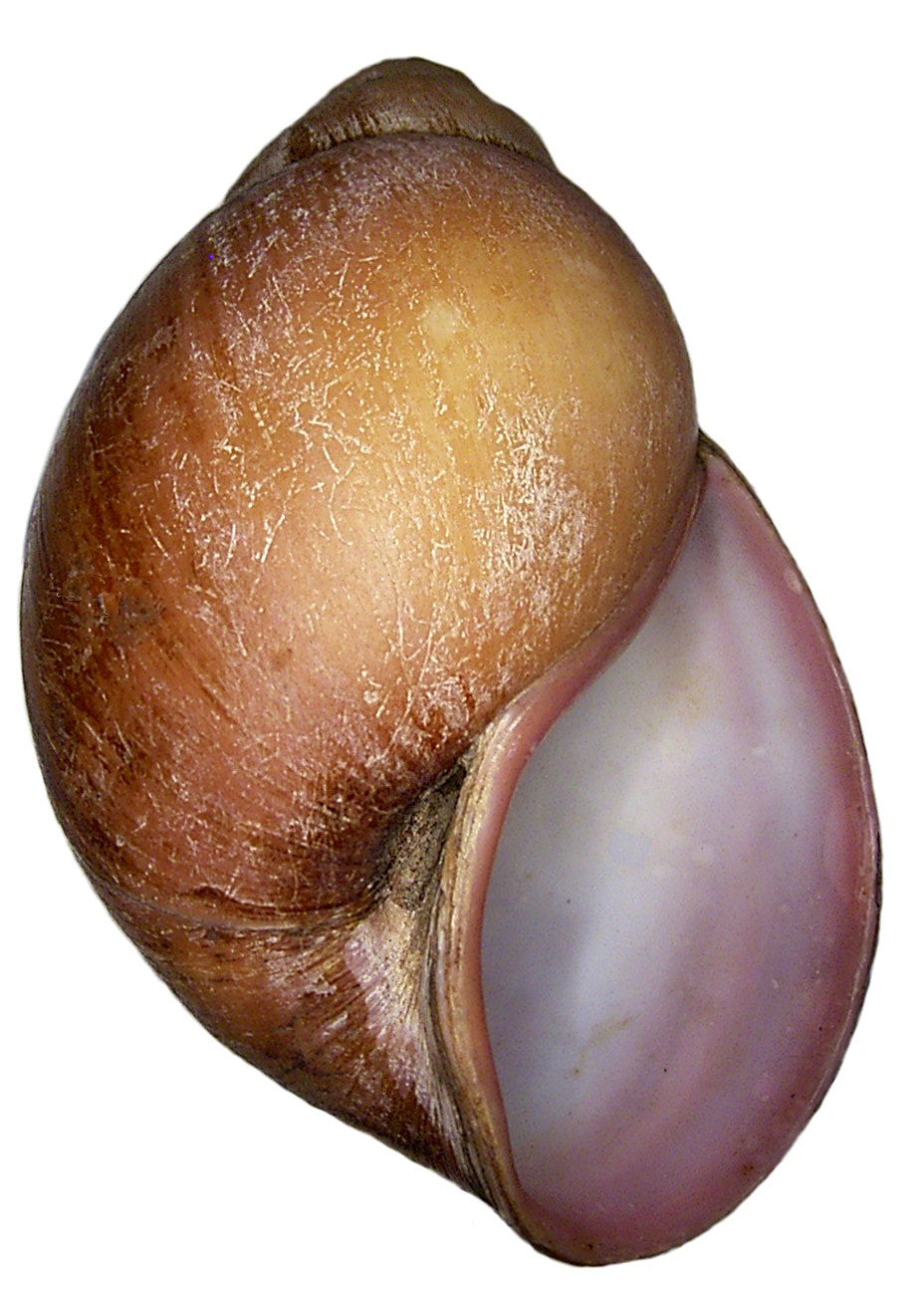
Concha burtoa nilotica

Os gêneros na família Achatinidae incluem:
Achatininae
- Achatina Lamarck, 1799 - tipo de género da família Achatinidae[5]
- Archachatina Albers, 1850[7]
- Atopocochlis Crosse & P. Fischer, 1888
- Bequaertina Mead, 1994
- Brownisca Mead, 2004
- Bruggenina Mead, 2004[8]
- Burtoa Bourguignat, 1889
- Callistoplepa Ancey, 1888
- Cochlitoma Férussac, 1821
- Columna Perry, 1811
- Leptocala Ancey, 1888
- Leptocalina Bequaert, 1950
- Leptocallista Pilsbry, 1904
- Lignus Gray, 1834
- Limicolaria Schumacher, 1817
- Limicolariopsis d'Ailly, 1910
- Lissachatina Bequaert, 1950
- Metachatina Pilsbry, 1904
- Pseudachatina Albers, 1850

Coeliaxinae
- Coeliaxis H. Adams & Angas, 1865
- Ischnocion Pilsbry, 1907
- Neosubulina Smith, 1898

Cryptelasminae
- Cryptelasmus Pilsbry, 1907
- Thomea Girard, 1893

Glessulinae
- Glessula Martens, 1860

Opeatinae
- Eremopeas Pilsbry, 1906
- Opeas Albers, 1850

Petriolinae
- Bocageia Girard, 1893
- Ceras Dupuis & Putzeys, 1901
- Chilonopsis Fischer de Waldheim, 1848
- Cleostyla Dall, 1896
- Comoropeas Pilsbry, 1906
- Dictyoglessula Pilsbry, 1919
- Homorus Albers, 1850
- Ischnoglessula Pilsbry, 1919
- Itiopiana Preston, 1910
- Kempioconcha Preston, 1913
- Liobocageia Pilsbry, 1919
- Mabilliella Ancey, 1886
- Nothapalinus Connolly, 1923
- Nothapalus von Martens, 1897
- Oleata Ortiz de Zarate, 1959
- Oreohomorus Pilsbry, 1919
- Petriola Dall, 1905
- Subuliniscus Pilsbry, 1919
- Subulona Martens, 1889

Pyrgininae
- Pseudobalea Shuttleworth, 1854
- Pyrgina Greef, 1882

Rishetiinae
- Bacillum Theobald, 1840
- Eutomopeas Pilsbry, 1946
- Rishetia Godwin-Austen, 1920
- Tortaxis Pilsbry, 1906

Rumininae
- Balfouria Crosse, 1884
- Krapfiella Preston, 1911
- Lubricetta Haas, 1928
- Namibiella Zilch, 1954
- Riebeckia von Martens, 1883
- Rumina Risso, 1826
- Xerocerastus Kobelt & Möllendorff, 1902

Stenogyrinae
- Chryserpes Pilsbry, 1906
- Cupulella Aguayo & Jaume, 1948
- Dolicholestes Pilsbry, 1906
- Lyobasis Pilsbry, 1903
- Neobeliscus Pilsbry, 1896
- Obeliscus Beck, 1837
- Ochroderma Ancey, 1885
- Ochrodermatina Thiele, 1931
- Ochrodermella Pilsbry, 1907
- Plicaxis Sykes, 1903
- Promoussonius Pilsbry, 1906
- Protobeliscus Pilsbry, 1906
- Rhodea Adams & Adams, 1855
- Stenogyra Shuttleworth, 1854
- Synapterpes Pilsbry, 1896
- Zoniferella Pilsbry, 1906

Subulininae
- Allopeas H. B. Baker, 1935
- Beckianum Baker, 1961
- Curvella Chaper, 1885
- Dysopeas Baker, 1927
- Euonyma Melvill & Ponsonby, 1896
- Hypolysia Melvill & Ponsonby, 1901
- Lamellaxis Strebel & Pfeffer, 1882
- Leptinaria Beck, 1837
- Leptopeas Baker, 1927
- Micropeas Connolly, 1923
- Neoglessula Pilsbry, 1909
- Paropeas Pilsbry, 1906
- Pelatrinia Pilsbry, 1907
- Prosopeas Mörch, 1876
- Pseudoglessula Boettger, 1892
- Pseudopeas Putzeys, 1899
- Striosubulina Thiele, 1933
- Subulina Beck, 1837
- Vegrandinia Salvador, Cunha & Simone, 2013
- Zootecus Westerlund, 1887

Thyrophorellinae
- Thyrophorella Greeff, 1882